# Мавзолей Шарлоттенбургского дворца

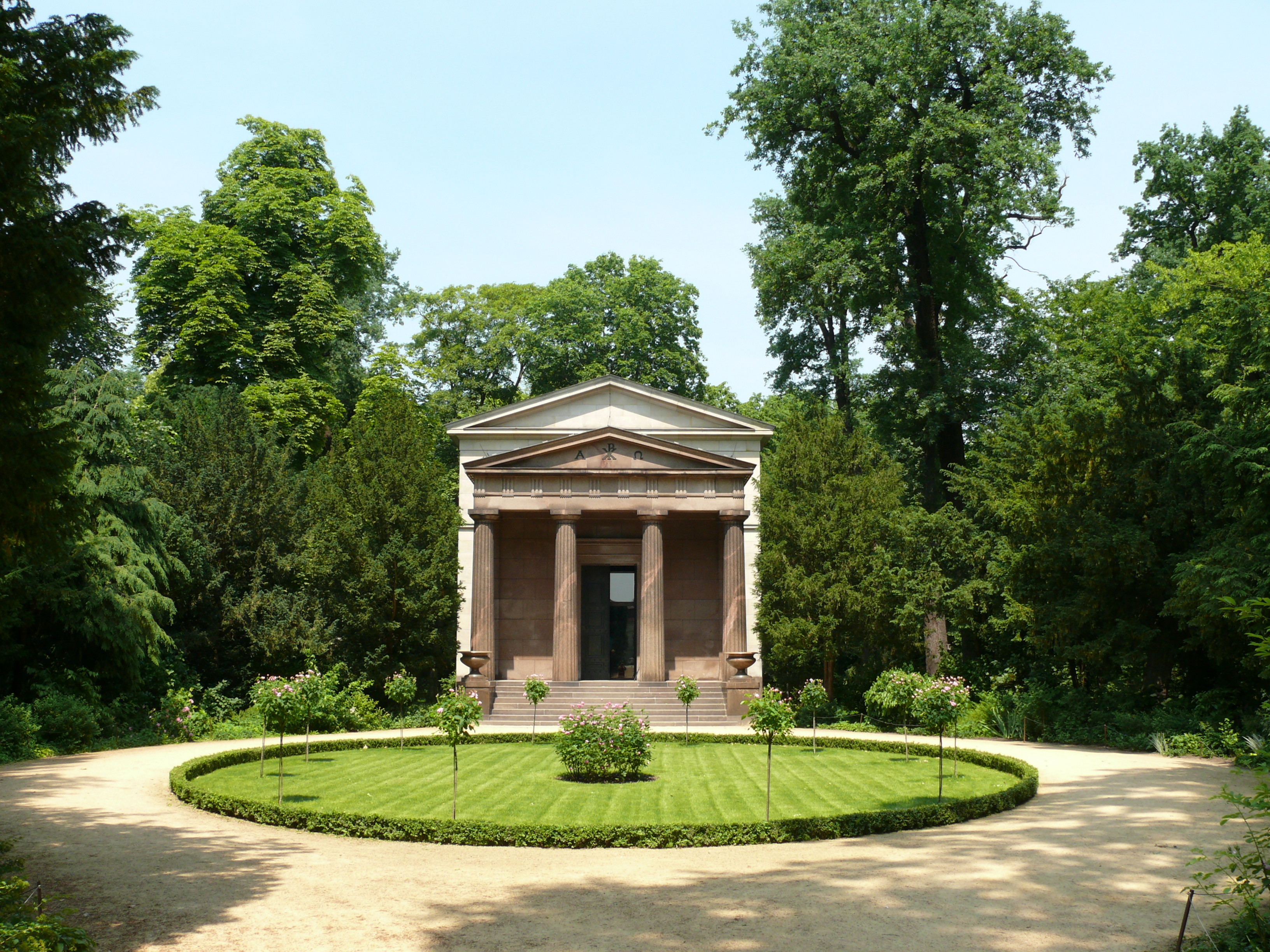
Мавзолей в парке Шарлоттенбургского дворца

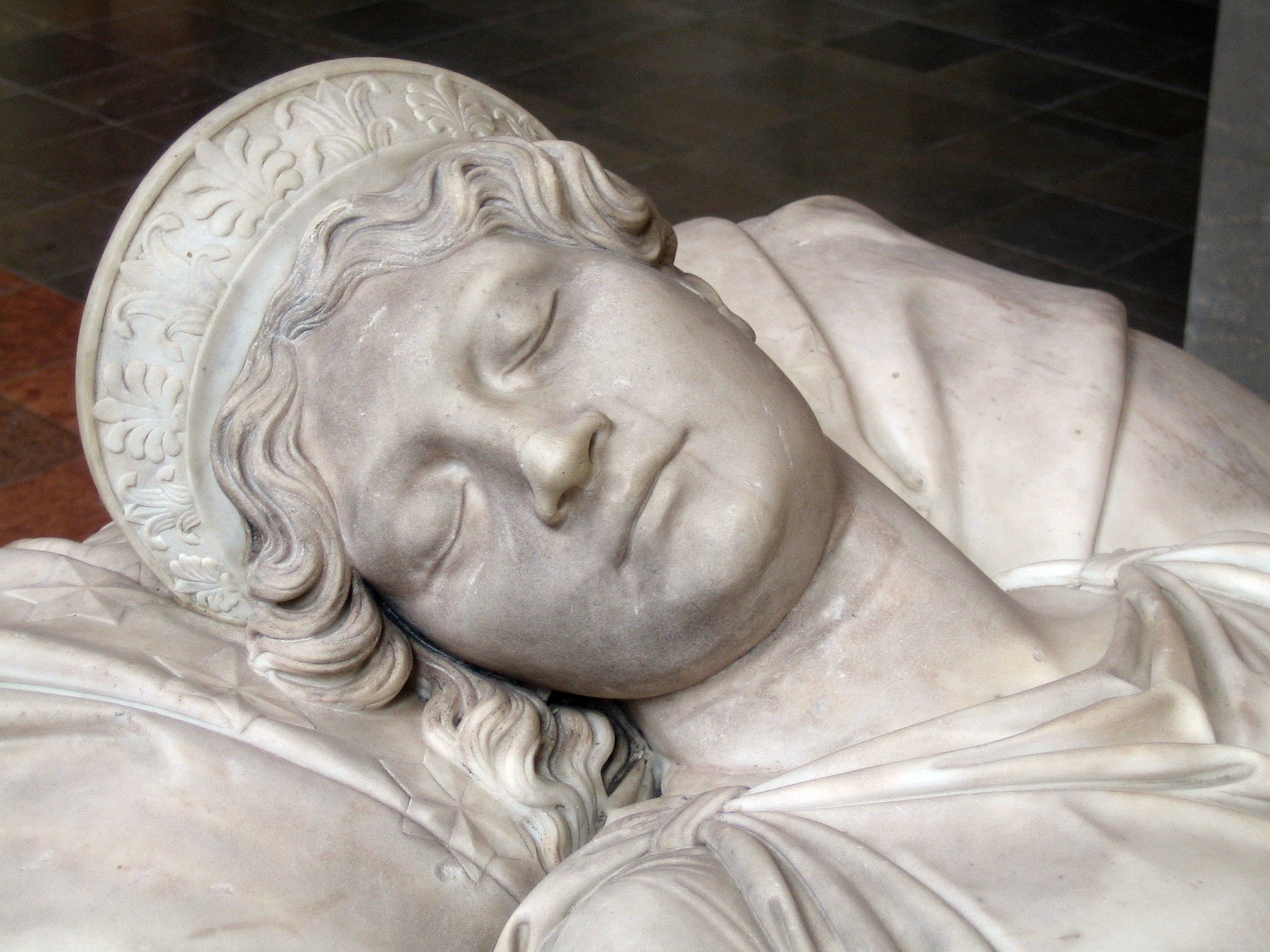
Скульптурное изображение королевы Луизы

Мавзолей в парке Шарлоттенбургского дворца (нем. Mausoleum im Park des Schlosses Charlottenburg) — королевская усыпальница в Берлине. Первоначально возведена в 1810 году для королевы Пруссии Луизы, супруги Фридриха Вильгельма III.
Любимица народа королева Луиза безвременно ушла из жизни в возрасте 34 лет, заболев пневмонией. Овдовевший Фридрих Вильгельм III поручил архитектору Генриху Генцу незамедлительно начать работы по сооружению усыпальницы в парке Шарлоттенбургского дворца. В работе над проектом помимо самого короля принял участие Карл Фридрих Шинкель. Строительство шло быстрыми темпами и было завершено через пять месяцев благодаря использованию неиспользованных архитектурных элементов других сооружений, например, колонн из дворца в Ораниенбурге или ступеней из парка Сан-Суси.
За основу был взят Мавзолей супругу-благодетелю в Павловском парке под Санкт-Петербургом, где королевская чета гостила 8 недель зимой 1809-1810 года.
После перезахоронения останков Луизы из временного пристанища в Берлинском кафедральном соборе на новом месте в Шарлоттенбурге, мавзолей вскоре стал популярным местом почитания усопшей королевы. Скульптурное надгробие, выполненное для королевы Луизы Кристианом Даниэлем Раухом, является признанным шедевром берлинской скульптурной школы.
После смерти Фридриха Вильгельма III в 1840 году здание мавзолея было расширено, чтобы разместить в нём также гроб с останками короля. Следующая реконструкция мавзолея с дополнительным увеличением его площади была проведена под захоронение в нём мраморных саркофагов Вильгельма I и его супруги Августы, созданных Эрдманом Энке.
Мраморные саркофаги представляют собой кенотафы. Сами останки размещены в металлических гробах в склепе под основным помещением. По желанию короля Фридриха Вильгельма IV, зафиксированному в завещании, его сердце погребено в ногах у его родителей, Луизы и Фридриха Вильгельма III. Сам Фридрих Вильгельм похоронен с супругой в потсдамской Фриденскирхе в парке Сан-Суси. В склепе также установлен цинковый гроб с останками принца Альбрехта Прусского, младшего сына Фридриха Вильгельма III и Луизы. Там же погребена и вторая жена Фридриха Вильгельма III княгиня Лигницкая Августа. Таким образом, всего в мавзолее похоронено шестеро.
К 200-летию со дня смерти королевы Луизы в 2010 году в мавзолее были произведены дополнительные реставрационные работы, после которых был открыт доступ посетителям.